# Jens Thoben

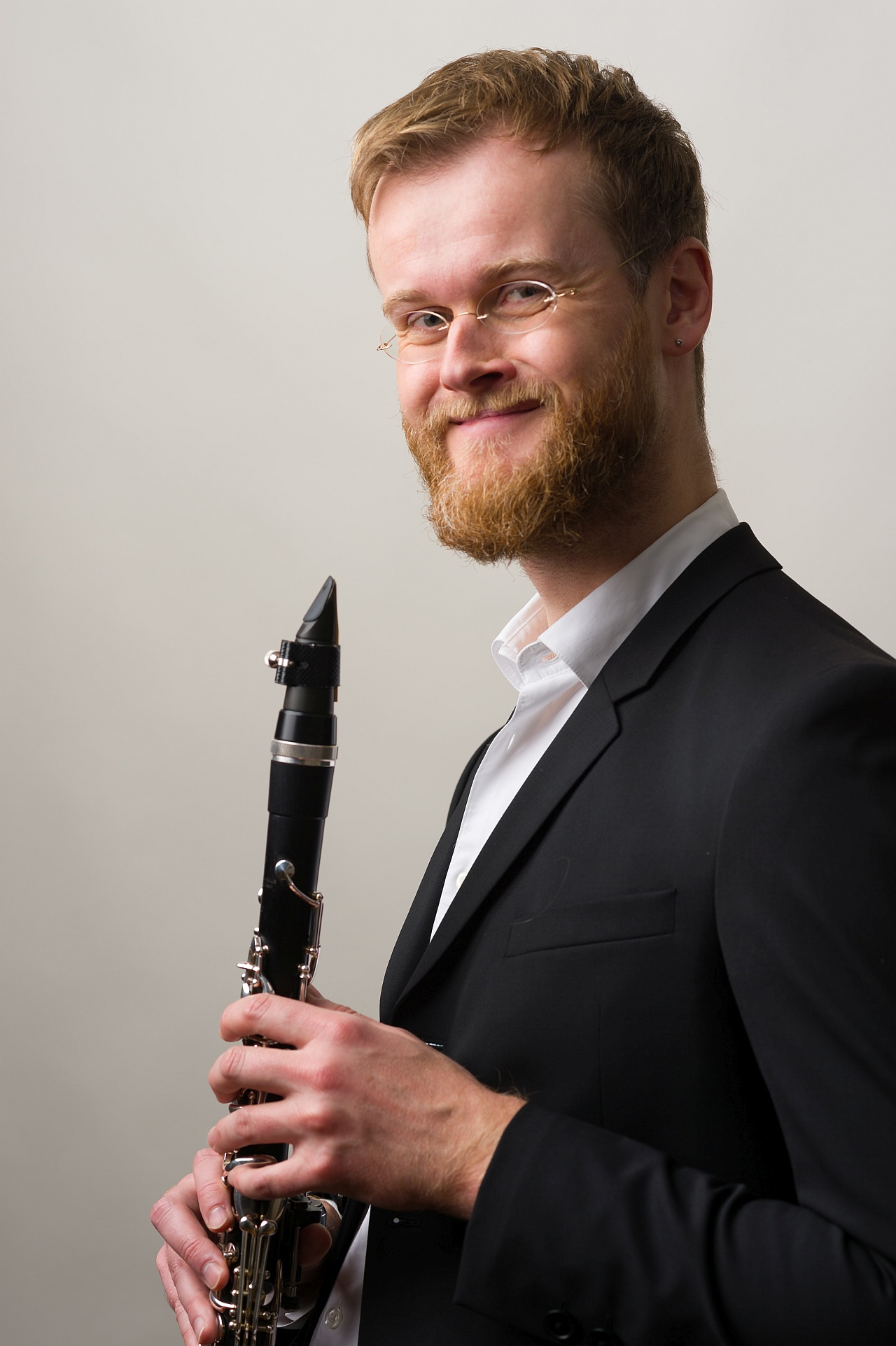
Jens Thoben (2020)

Jens Thoben (* 18. August 1976 in Emsdetten) ist ein deutscher Klarinettist, Orchester- und Kammermusiker. Er ist Professor für Klarinette und Kammermusik an der Musikhochschule Lübeck sowie zertifizierter Lehrer der Lichtenberger angewandten Stimmphysiologie. Sein musikalisches Interesse ist breit gefächert und gilt insbesondere genreüberschreitenden Formaten.
Neben den üblichen Klarinetten in B und A spielt Thoben auch Es-Klarinette, D-Klarinette, Bassetthorn und Bassklarinette.

## Ausbildung als Klarinettist
Jens Thoben begann mit 11 Jahren Klarinette zu spielen. Ab 1991 war er Jungstudent bei Prof. Werner Raabe an der Musikhochschule Detmold (Abtlg. Münster) und studierte ab 1996 bis zu seinem Diplom 2001 bei Reiner Wehle
an der Musikhochschule Lübeck. In dieser Zeit erhielt er weitere prägende Einflüsse durch Kammermusikunterricht bei Walter Levin (LaSalle String Quartet) sowie Meisterkurse bei Eduard Brunner und Wolfgang Meyer.
Während seiner Ausbildung erhielt Thoben folgende Auszeichnungen:
- 1998 Sonderprämie beim 35. Possehl-Musikpreis, Lübeck
- 1998–2001 Stipendium der Oscar-und-Vera-Ritter-Stiftung, Hamburg
- 2000 Förderpreis der Marie-Luise-Imbusch-Stiftung, Lübeck
- 2000–2002 Stipendium der Villa Musica
- 2001 1. Preis und Orchester- und Publikumspreis beim Internationalen Carl-Maria-von-Weber-Wettbewerb des Europäischen Klassikfestivals Ruhr
- 2001 3. Preis beim Internationalen Carl-Nielsen-Wettbewerb, Odense

## Tätigkeit im Orchester und als Solist
Thoben war Mitglied des Bundesjugendorchesters, der Jungen Deutschen Philharmonie und Stipendiat der Akademie des Symphonieorchesters des Bayerischen Rundfunks unter Leitung von Lorin Maazel.
2002 wurde er 1. Solo-Klarinettist der Duisburger Philharmoniker (Deutsche Oper am Rhein Düsseldorf Duisburg). 2015 gab er diese Position zugunsten freischaffender und pädagogischer Tätigkeit wieder auf. Engagements als Soloklarinettist verbinden ihn seither u. a. mit dem Bayerischen Staatsorchester München, der Deutschen Oper Berlin und der Staatskapelle Dresden. Er arbeitet mit namhaften Dirigenten, wie Kirill Petrenko, Sir Colin Davis, Dmitrij Kitajenko, Joana Mallwitz, Omer Meir Wellber und Lahav Shani.
Als Solist spielte er mit verschiedenen Orchestern in Deutschland und Dänemark (Klarinettenkonzerte u. a. von W. A. Mozart, Carl Nielsen, Carl Maria von Weber, Carl Stamitz und Max Bruch (mit Viola)).

## Tätigkeit als Kammermusiker
Jens Thoben war Mitglied des Bläserquintetts Quinteto Viento, des Bassetthorn-Trios Trio DeVienne sowie des Trio Raro zusammen mit dem Bratscher Jan Larsen, Solobratscher des NDR Elbphilharmonie Orchesters, und dem Pianisten Tilman Krämer, Musikhochschule Freiburg.
Von 2001 bis zur Auflösung der Ensembles spielte er Bassetthorn beim Bläserensemble Sabine Meyer und im Trio di Clarone (bei erweiterter Besetzung als Quintett, zusammen mit Shirley Brill).
Jens Thoben ist bei Festivals wie dem Schleswig-Holstein-Musikfestival, dem Lucerne Festival, der Schubertiade Schwarzenberg, dem Rheingau Musik Festival und dem Gstaad Menuhin Festival aufgetreten.
2014 trat er als Klarinettist, Schauspieler und Sänger in King Arthur, einer 4-Personen-Fassung von Henry Purcells Semi-Oper King Arthur des Duos sweet.milk (Rainer und Karsten Süßmilch), am Schauspiel Hannover auf.
In „Universe, Incomplete“, einem Abend über Charles Ives von Christoph Marthaler, bei der RuhrTriennale Bochum war er 2018 einer der agierenden Instrumentalisten.
Er ist Mitglied des Berliner Post-Genre-Sextetts hear now berlin, das sich im Grenzbereich zwischen Avantgarde, Neuer Musik, Jazz, Minimal Music und Pop.
bewegt.

## Gesangliche und stimmphysiologische Ausbildung
2010 begann Thoben eine Ausbildung am Lichtenberger Institut für angewandte Stimmphysiologie in Fischbachtal, die er 2014 mit dem Lehrzertifikat abschloss.
2014 bis 2017 absolvierte er in Berlin bei der Mezzosopranistin Regina Jakobi ein privates Gesangsstudium mit dem Schwerpunkt Alte Musik.

## Tätigkeit als Pädagoge
2014 war Thoben Interims-Professor für Klarinette an der Folkwang Universität der Künste und von 2014 bis 2020 Assistent von Martin Spangenberg (Klarinette) an der Hochschule für Musik Hanns Eisler Berlin. Von 2015 bis 2020 widmete er sich neben seiner Tätigkeit als freischaffender Klarinettist und Hochschuldozent in seinem Berliner Studio schwerpunktmäßig der Lehre der Lichtenberger angewandten Stimmphysiologie.
Zum Sommersemester 2020 nahm Jens Thoben einen Ruf als Professor für Klarinette und Kammermusik an die Musikhochschule Lübeck an. Seit der Pensionierung von Sabine Meyer zum 31. Oktober 2022 ist er alleiniger Professor für Klarinette in Lübeck.